# Pilton (Rutland)
Pilton è un paese di 39 abitanti della contea del Rutland, in Inghilterra.